# Sparschäler

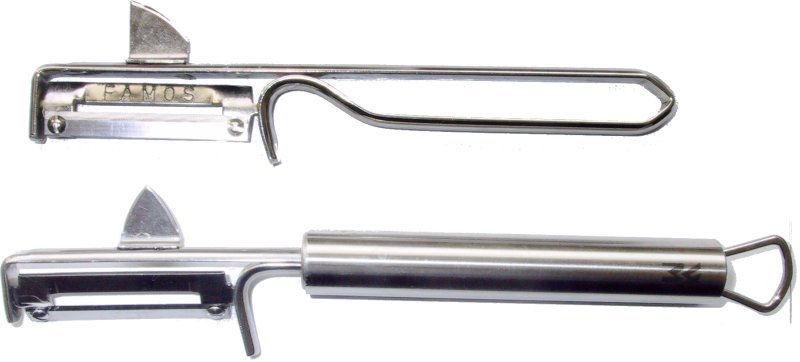
Sparschäler (die obere Variante zeigt das Produkt Famos mit „geschärftem Ausstecher für Schadstellen“)

Ein Sparschäler ist ein Küchengerät, das zum Schälen von Obst und Gemüse, vorzugsweise Kartoffeln, Karotten oder Spargel, benutzt wird. Damit ist es eine Alternative zum Schälmesser. Der Vorteil gegenüber einem gewöhnlichen Küchenmesser ist, dass nur ganz dünne Schalen entfernt werden und so wenig Fruchtfleisch verloren geht. Es wird daher „sparsam“ geschält, was den Namen erklärt.

## Geschichte

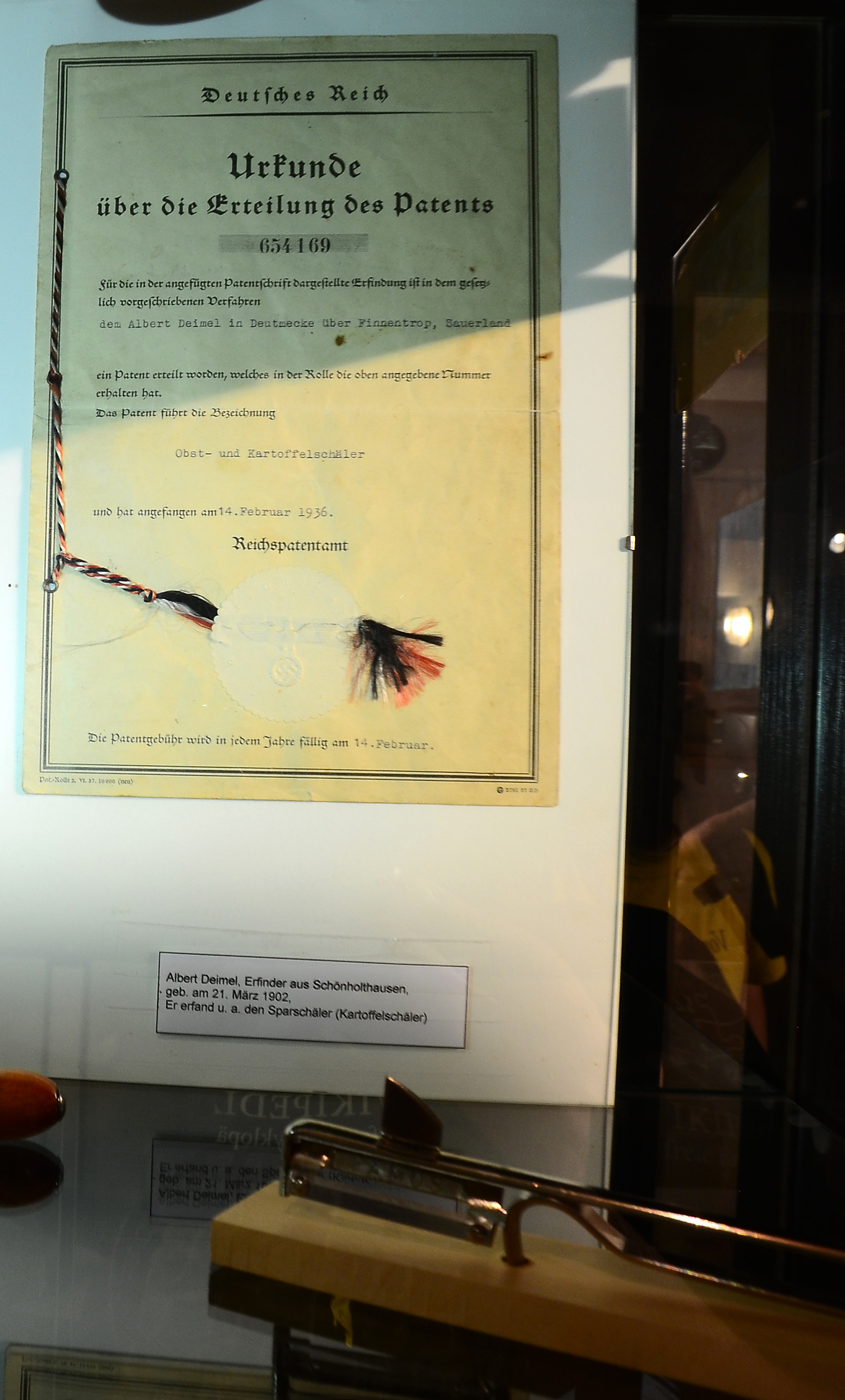
Patenturkunde von Albert Deimel

Den Begriff Sparschäler gab es bereits Ende des 19. Jahrhunderts. Er taucht beispielsweise in einer Muster- und Modellregistrierung eines Wiener Hof-Spenglers vom 22. Dezember 1891 auf.
Den Famos-Kartoffelschäler, einen Sparschäler mit längs montierter, beweglicher Klinge, erfand Albert Deimel aus dem sauerländischen Ort Schönholthausen. Die Patenturkunde vom 14. Februar 1936 befindet sich im  Museum „Heimatstube“ Schönholthausen. Aufgrund des Ersten Überleitungsgesetzes aus dem Jahr 1949 wurde die Patentschrift am 19. Februar 1950 auf dem Gebiet der Bundesrepublik ausgestellt. Sechs Jahre später gründete Hubert Deimel das Unternehmen Hubert Deimel Haushaltwarenfabrik, die spätere Famos GmbH (2001), nach einem Zukauf umfirmiert in Westmark. Der Sparschäler Famos wird heute noch produziert.
Der erste Sparschäler mit querliegender beweglicher Klinge ist das Modell Rex des Schweizers Alfred Neweczerzal, das 1947 patentiert wurde. Von der Zena AG wird dieser Schäler noch hergestellt. Jährlich werden zwei Millionen Stück produziert, so waren es 2009 insgesamt über 70 Millionen Sparschäler. Zwei Drittel der Produktion werden exportiert.
Für industrielle Zwecke und in Großküchen wurde der Kartoffelschäler mittlerweile größtenteils von Kartoffelschälmaschinen abgelöst.

## Funktionsweise
Durch die beweglich angeordnete Klinge folgt dieser Schäler leicht den Konturen des Schälobjektes. Bei einigen Modellen steht gegenüber der Klinge ein Abstandshalter, um die Schäldicke zu begrenzen. Dies begründete den Namen Sparschäler. Es gibt auch Modelle, bei denen die Schältiefe durch Schrauben eingestellt werden kann.
Sparschäler haben in der Regel an der Spitze oder seitlich angebaut eine kleine Zusatzklinge zum Ausstechen beispielsweise von sogenannten Kartoffelaugen und anderen schadhaften Stellen.
Bei einfachen Modellen mit unbeweglicher Klinge wird das Schälobjekt mit der Hand bewegt (ältere Kartoffelschäler). Sparschäler mit feststehender Klinge und Holzgriff haben oft an einer Seite der Klinge viele kleine Zähnchen.  Mit ihnen soll man Zesten reißen oder Rüben abschaben können.

## Bauformen
Sparschäler mit beweglicher Klinge werden als Pendelschäler bezeichnet.
Unterschieden werden zwei Typen von Sparschälern: solche mit längsliegendem Messerkopf (Längsschäler) und solche mit quer zum Griff liegendem Messerkopf (Querschäler). Längsliegende Klingen sind entweder beidseitig (symmetrisch) oder nur an der Griffseite (asymmetrisch) mit freier Spitze gelagert. Für besonders lange Schälstiche sollen sich besonders die quer liegende Klinge eignen. Querschäler sind für Rechts- und Linkshänder gleichermaßen geeignet; beim Längsschäler müssen Linkshänder die Klinge herausnehmen und umdrehen.

Typen von Sparschälern
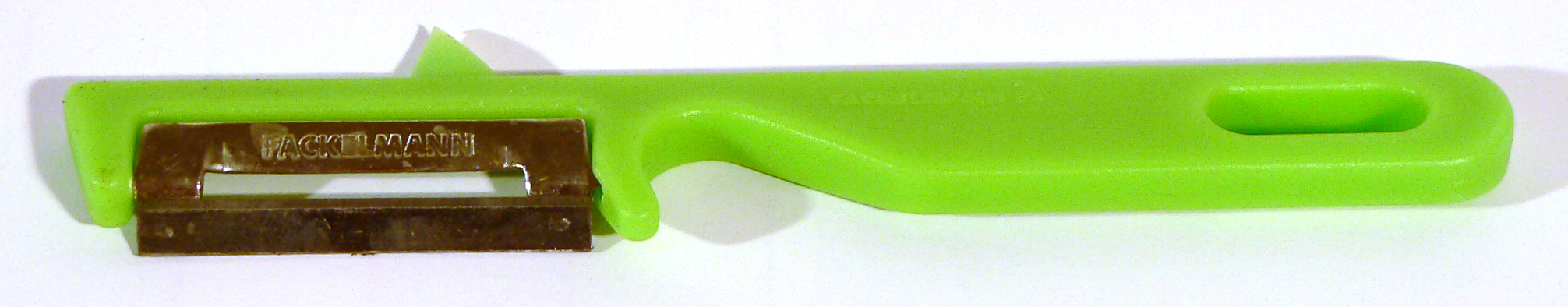
Längsliegender Sparschäler mit Kunststoffgriff
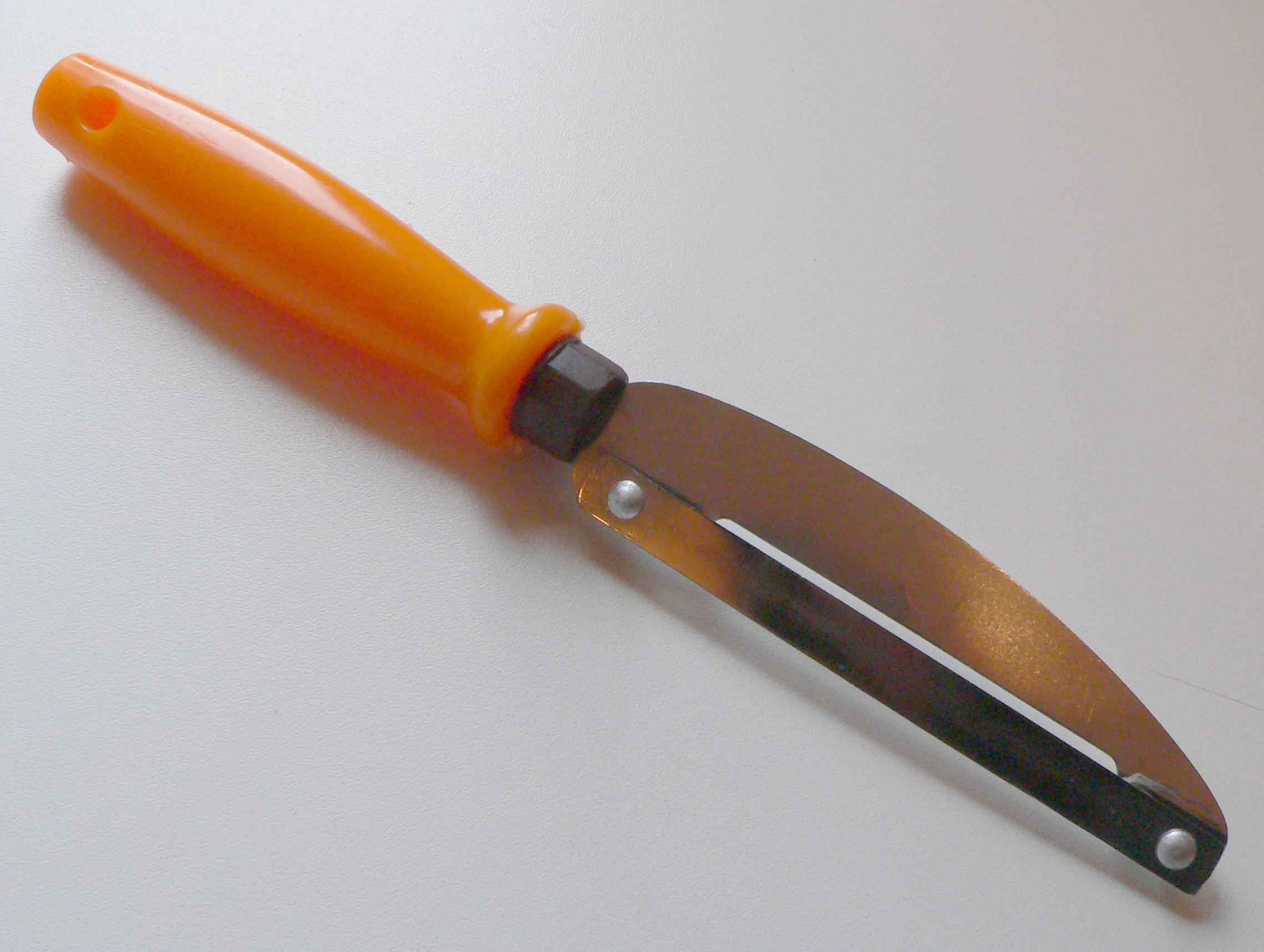
Kartoffelschäler
Längs-Sparschäler mit asymmetrisch gelagerter Klinge
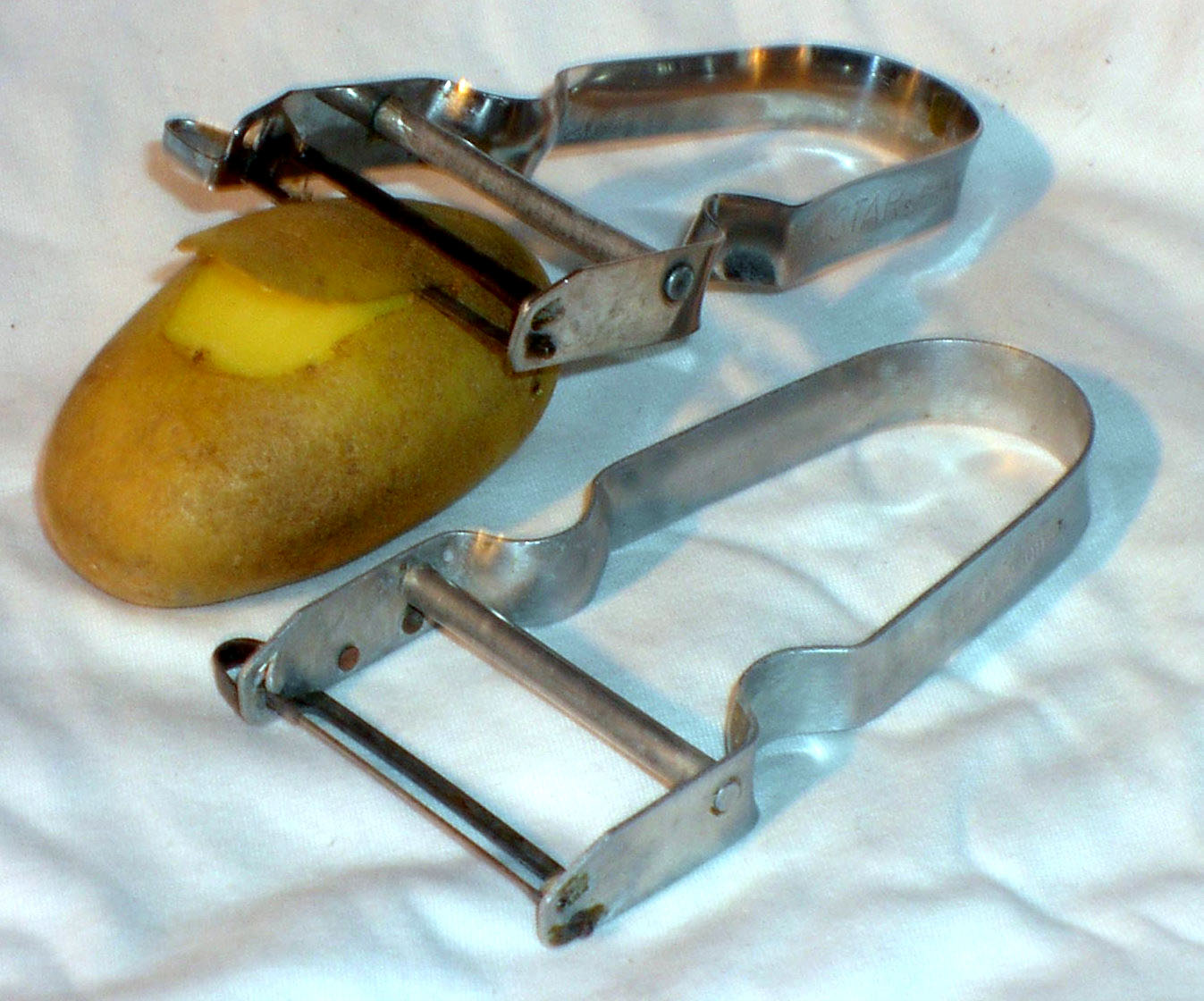
Sparschäler Modell „Rex“ mit quer liegendem Messerkopf
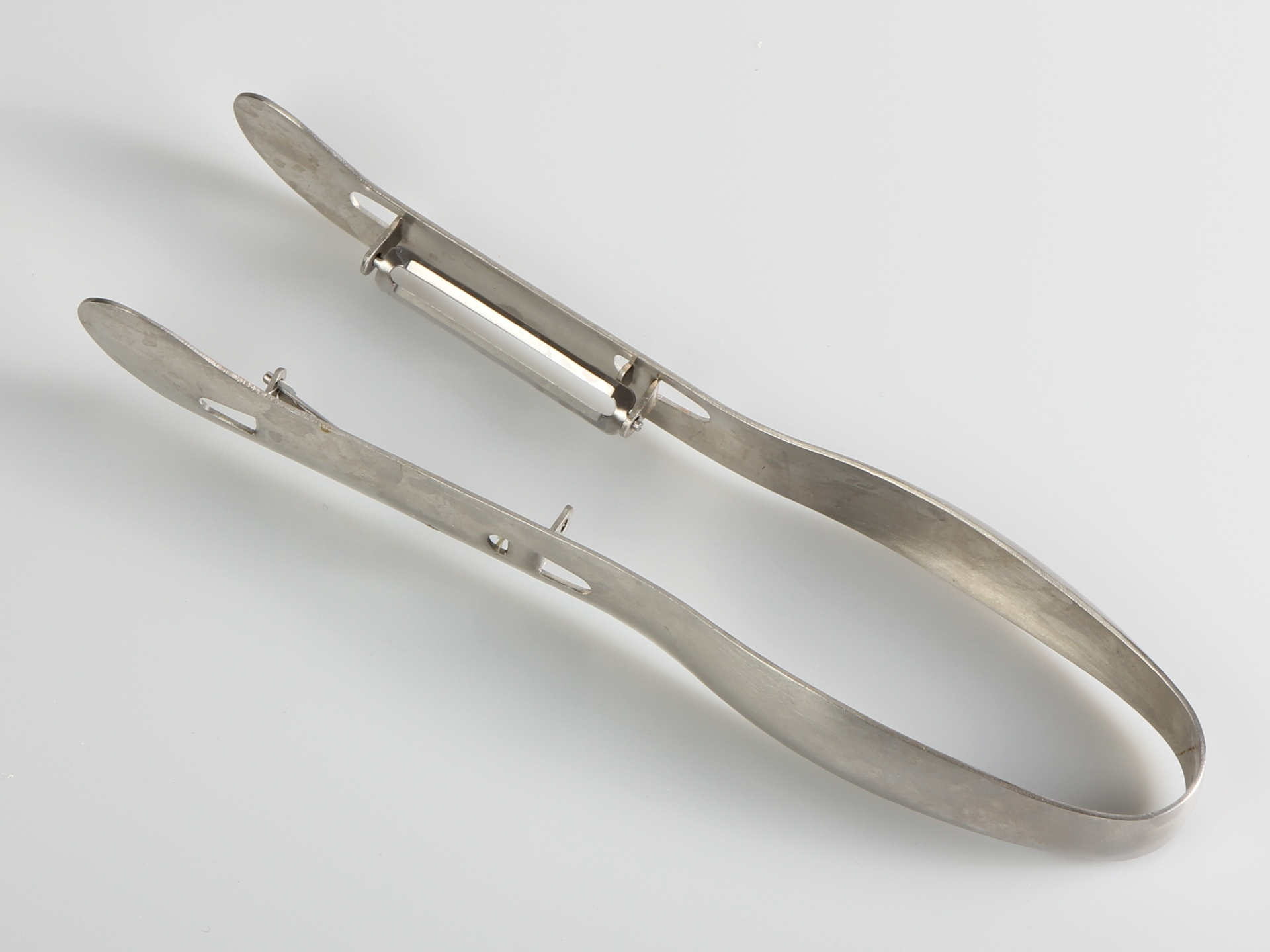
Zweiseiten-Spargelschäler
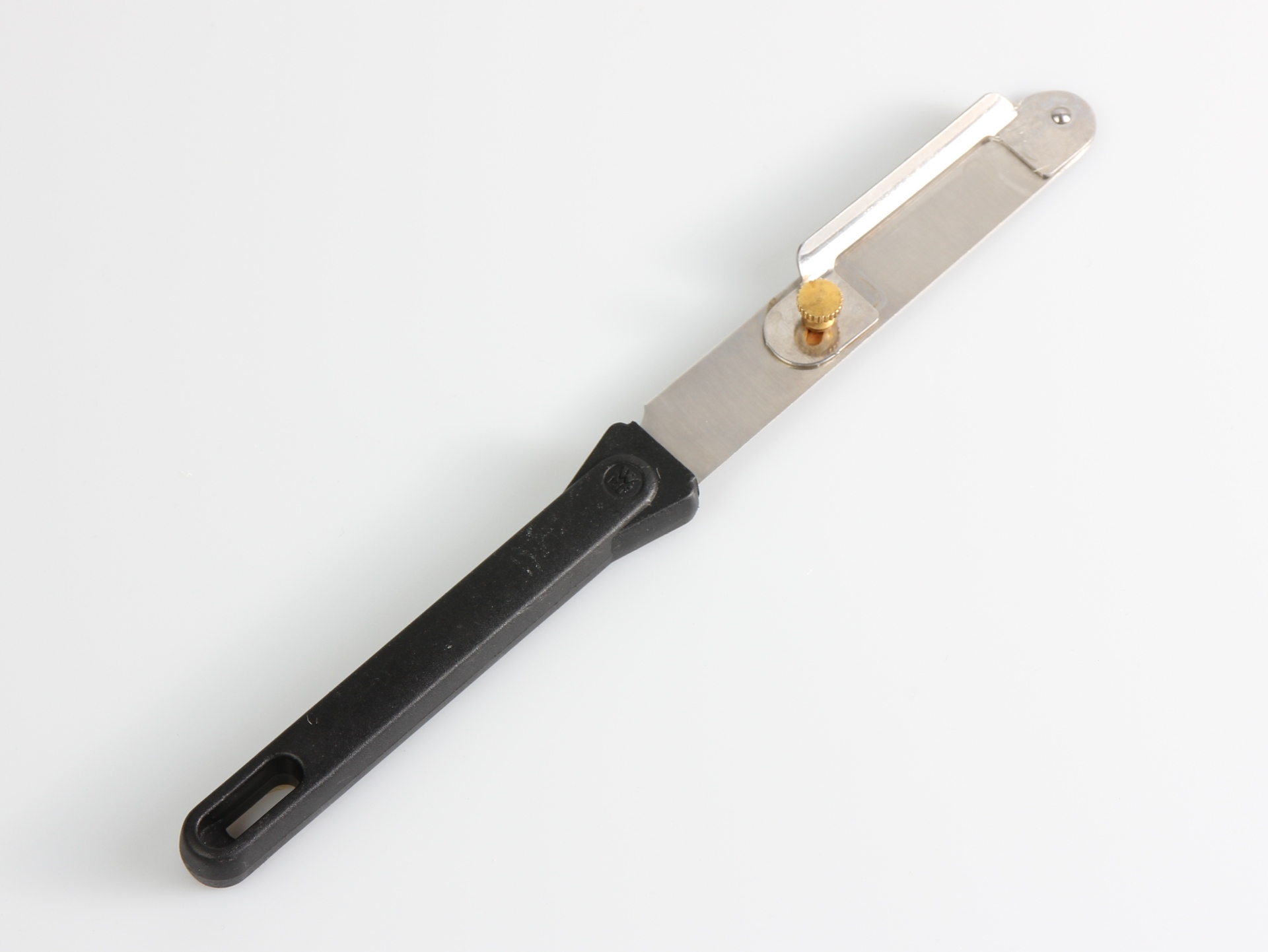
Spargelschäler mit einstellbarer Schältiefe

## Trivia
Während des Zweiten Weltkriegs wurde in Deutschland am 23. März 1944 eine Anordnung erlassen, um die Produktion von Spar- und Kartoffelschälern soweit möglich zu rationalisieren. Dazu hatte der „Hauptausschuß Eisen-, Blech- und Metallwaren […] bestimmt, daß Sparschäler usw. nur noch von den Betrieben hergestellt werden dürfen, die eine Herstellungsanweisung erhalten“.
Der „Sparschäler Rex“ erschien 2003 in der Serie „Designklassiker der Schweiz“ als Motiv der 15-Rappen-Briefmarke der Schweizerischen Post.